# Svarthuvad and
Svarthuvad and (Heteronetta atricapilla) är en avvikande andfågel i familjen änder, närmast släkt med kopparänder. Fågeln är unik bland änderna i att vara boparasit, det vill säga att den lägger sina ägg i andra fåglars bon. Den förekommer i södra Sydamerika. IUCN kategoriserar beståndet som livskraftigt.

## Utseendee
Svarthuvad and är en liten (35–43 cm) och mörk and, påminnande om simänder men med mer utdragen kropp, kort stjärt och litet huvud på kort och tjock hals. I själva verket är en nära släkt med kopparänderna i Oxyura, men saknar den styva stjärten och den uppsvullna näbben. Hanen är svart på huvud och mantel, med ljusare flanker och buk. Honan är genomgående ljusbrun.

## Utbredning och systematik
Fågeln förekommer på låglandet i södra Sydamerika. Den placeras i sitt släkte Heteronetta, systerart till kopparänder i släktena Nomonyx och Oxyura. Den behandlas som monotypisk, det vill säga att den inte delas in i några underarter.

## Levnadssätt
Svarthvuad and hittas i träsk, sjöar och våtmarker där den födosöker bland växtligheten på ytan likt simänder. Den livnär sig av växtdelar och frön, men också vattenlevande ryggradslösa djur, framför allt mollusker.

### Häckning
Denna art är en boparasit, det vill säga att den lägger ägg i andra fåglars bon och bygger inget eget. Den har därför getts det engelska smeknamnet cuckoo duck, "gökand". Som värdar väljer den framför allt pampasanden (Netta peposaca), men även andra änder, sothöns (Fulica) och ibland även måsfåglar som patagonienmås (Chroicocephalus maculipennis). Olikt gökar förstör vare sig adulta fåglar eller ungarna värdartens ägg och dödar inte heller dess ungar. Äggen kläcks efter 21 dagars ruvning och endast några timmar därefter är ungarna självständiga.

## Status och hot
Arten har ett stort utbredningsområde och en stor population med stabil utveckling och tros inte vara utsatt för något substantiellt hot. Utifrån dessa kriterier kategoriserar internationella naturvårdsunionen IUCN arten som livskraftig (LC).